# Brnói főpályaudvar
A Brnói főpályaudvar (csehül: Brno hlavní nádraží) átmenő vasútállomás Csehországban, Brno városban. Az állomás egyike Csehország legrégebbi állomásainak. Fontos vasúti csomópont, itt halad át a Děčín–Prága–Brno–Břeclav nemzetközi vasúti folyosó. Intercity vonatok indulnak innen Csehország különböző nagyvárosaiba, SuperCity vonatok Prágába és 2014-től Railjet vonatok Prágából Bécsen és Bécsújhelyen át Grazba.

## Vasútvonalak
Az állomást az alábbi vasútvonalak érintik:
- Břeclav–Brno-vasútvonal
- Bécs–Brno-vasútvonal
- Brno–Česká Třebová-vasútvonal
- Brno–Přerov-vasútvonal
- Brno hlavní nádraží–Brno-Černovice-vasútvonal
- railway line Havlíčkův Brod – Kúty
- Střelice–Okříšky  railway line
- former railway line Brno - Tišnov
- railway line 340

## Nemzetközi vonatok
| Járat                 | Útvonal | Gyakoriság                                                                      |
| --------------------- | --- | ------------------------------------------------------------------------------- |
| Metropolitan EuroCity | Budapest-Nyugati – Vác – Nagymaros-Visegrád – Szob – Štúrovo (Párkány) – Nové Zámky (Érsekújvár) – Bratislava hl.st. (Pozsony) – Kúty (Jókút) – Břeclav – Brno hl.n. (– Česká Třebová) – Pardubice hl.n. – Kolín – Praha hl.n.                  | 2 óránként                                                                      |
| Hungária EuroCity     | Budapest-Nyugati – Vác – Nagymaros-Visegrád – Szob – Štúrovo (Párkány) – Nové Zámky (Érsekújvár) – Bratislava hl.st. (Pozsony) – Kúty (Jókút) – Břeclav – Brno hl.n. – Praha hl.n.                                                              | Napi 1 pár                                                                      |
| Metropol EuroNight    | Budapest-Keleti – Vác – Štúrovo – Nové Zámky – Bratislava hl.st. – Kúty – Břeclav – Brno hl.n. – Pardubice hl.n. – Přelouč – Kolín – Praha-Libeň – Praha hl.n.                                                                                  | Napi 1 pár                                                                      |
|                       | Budapest-Déli – Budapest-Kelenföld – Győr – Mosonmagyaróvár – Hegyeshalom – Wien Meidling (Bécs Meidling) – Wien Hauptbahnhof (Bécs főpályaudvar) – Břeclav – Brno hl.n. (Brno főpályaudvar) – Brno-Židenice – Praha hl.n. (Prága főpályaudvar) | Napi 4 pár (2 pár Budapest és Prága között, 2 pár csak Budapest és Bécs között) |
|                       | Praha hl.n. – Brno-Židenice – Brno hl.n. – Břeclav – Bratislava hl.st. – Győr – Budapest-Kelenföld – Zagreb Gl. kol. – Ogulin – Rijeka / Gračac – Split                                                                                         | Nyáron napi 1 pár, elő- és utószezonban heti 3 pár                              |
|                       | Graz Hbf – Bruck an der Mur – Kapfenberg – Mürzzuschlag – Semmering – Wiener Neustadt Hbf – Wien Meidling – Wien Hbf – Břeclav – Brno hl.n. – (Blansko – Letovice – Svitavy –) Česká Třebová – Pardubice hl.n. – (Kolín –) Praha hl.n.          | 2 óránként                                                                      |

## Kapcsolódó állomások
A vasútállomáshoz az alábbi állomások vannak a legközelebb:
- Brno-Židenice vasútállomás (Česká Třebová, Havlíčkův Brod, Brno–Česká Třebová-vasútvonal, railway line Havlíčkův Brod – Kúty)
- Brno-Horní Heršpice (Jókút vasútállomás, Jihlava railway station, Hrušovany nad Jevišovkou-Šanov, railway line Havlíčkův Brod – Kúty, Střelice–Okříšky  railway line, Bécs–Brno-vasútvonal)
- Brno-Zábrdovice (Tišnov, former railway line Brno - Tišnov)
- Brno-Chrlice (Přerov, Brno–Přerov-vasútvonal)
- Brno-Černovice (Uherské Hradiště, Brno-Černovice, railway line 340, Brno hlavní nádraží–Brno-Černovice-vasútvonal)
- Brno dolní nádraží (–1970)

## Képgaléria

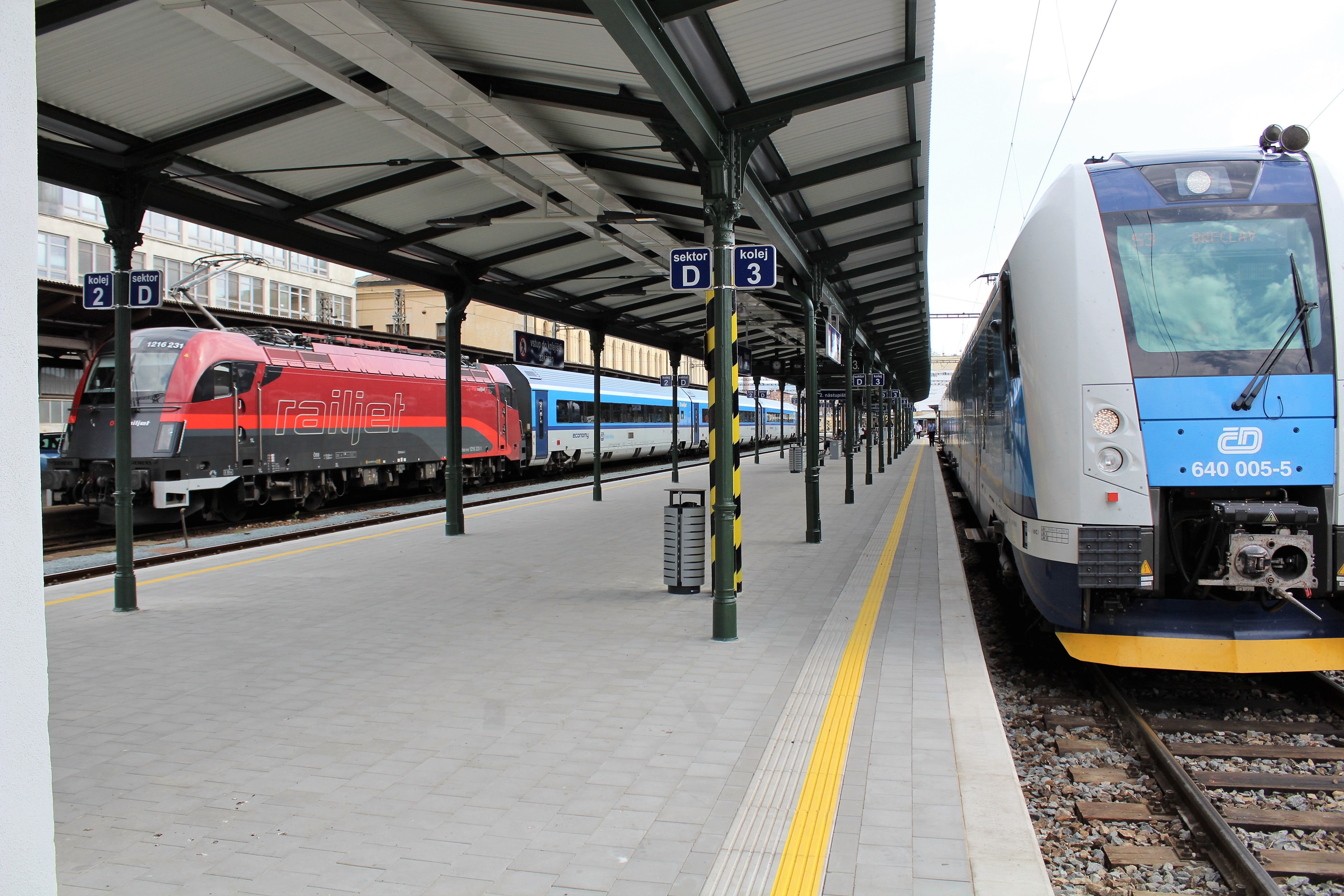
A peronok
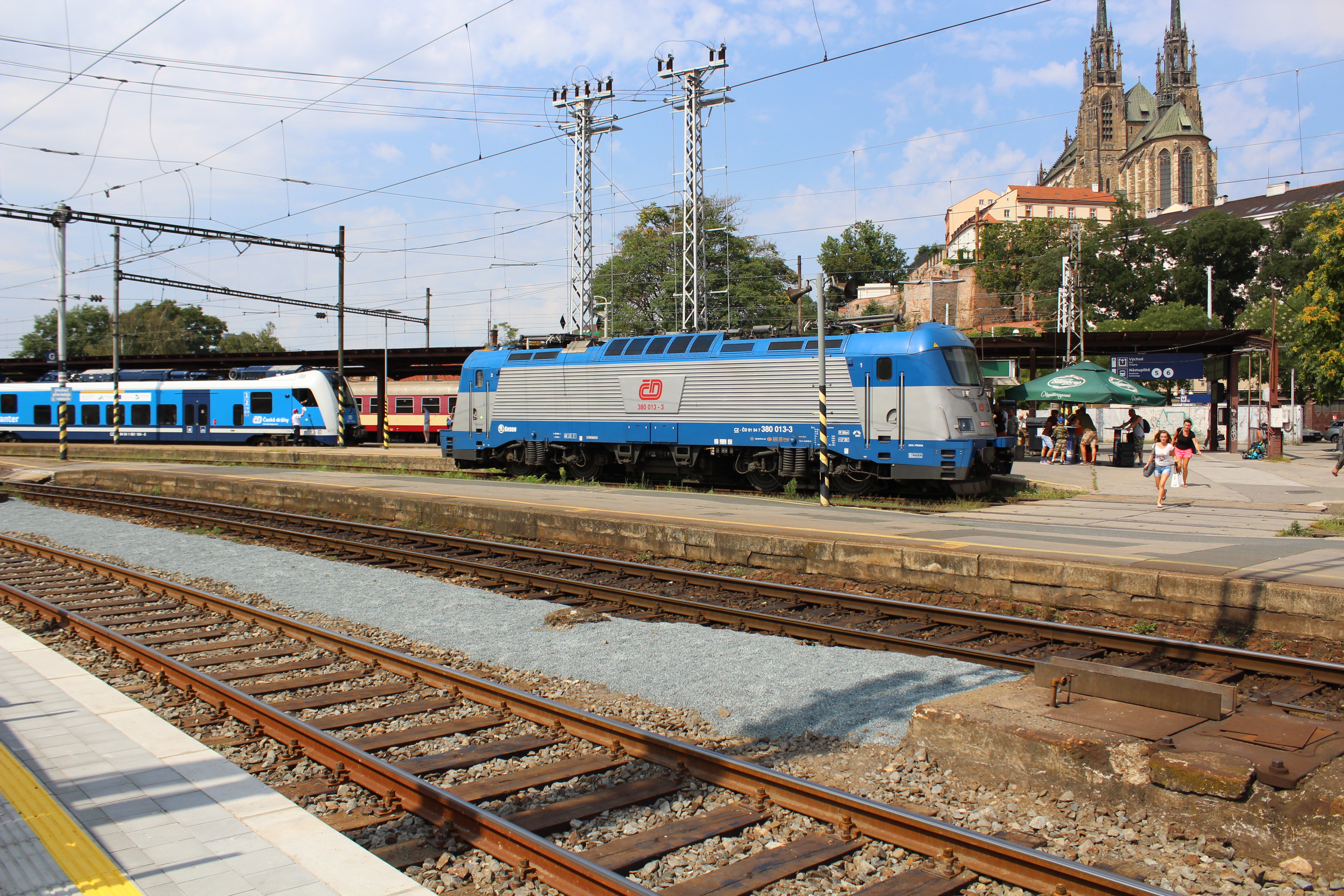
Szerelvény a peronoknál, háttérben a Szent Péter és Pál-katedrális
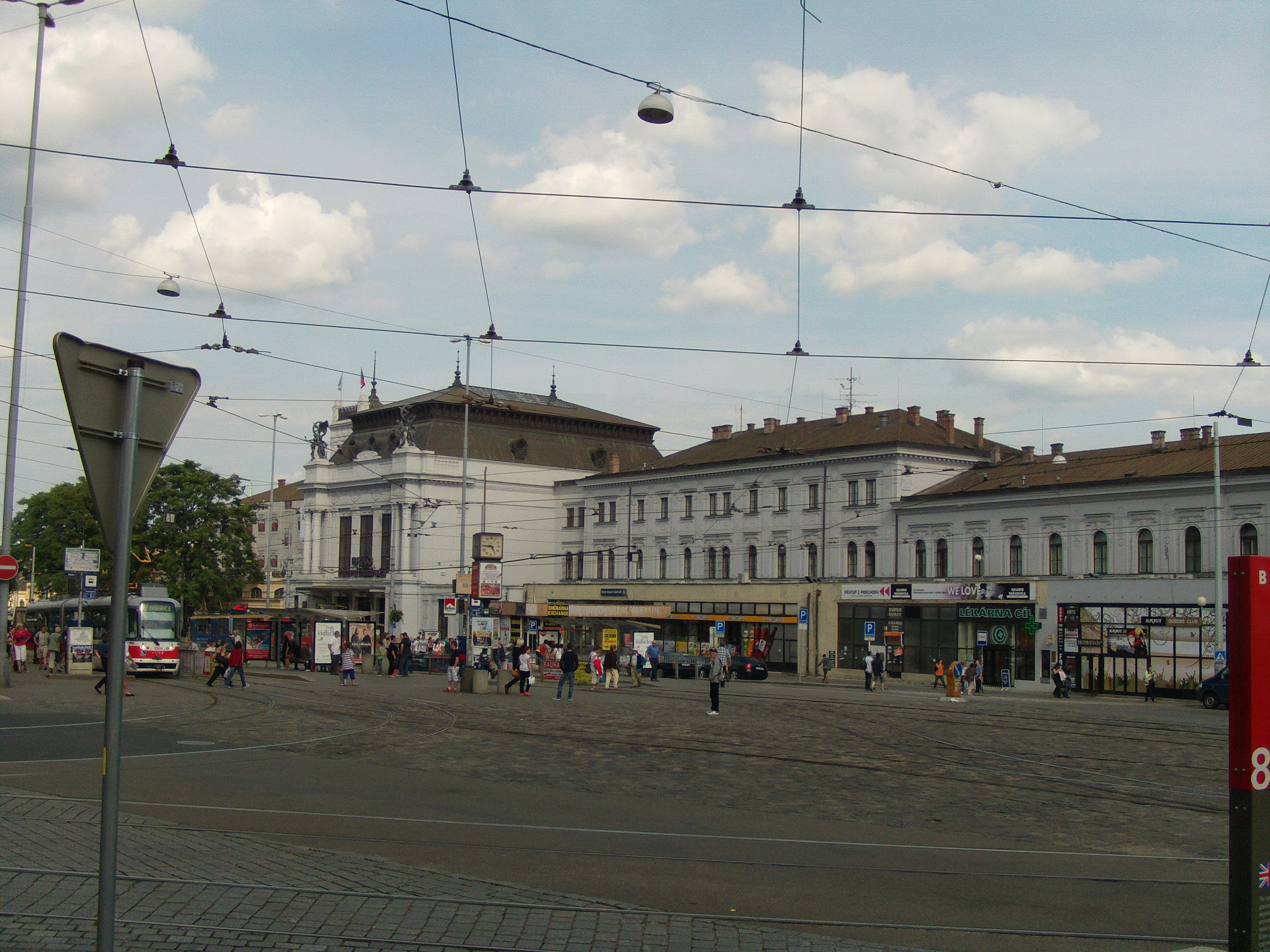
Az állomás homlokzata
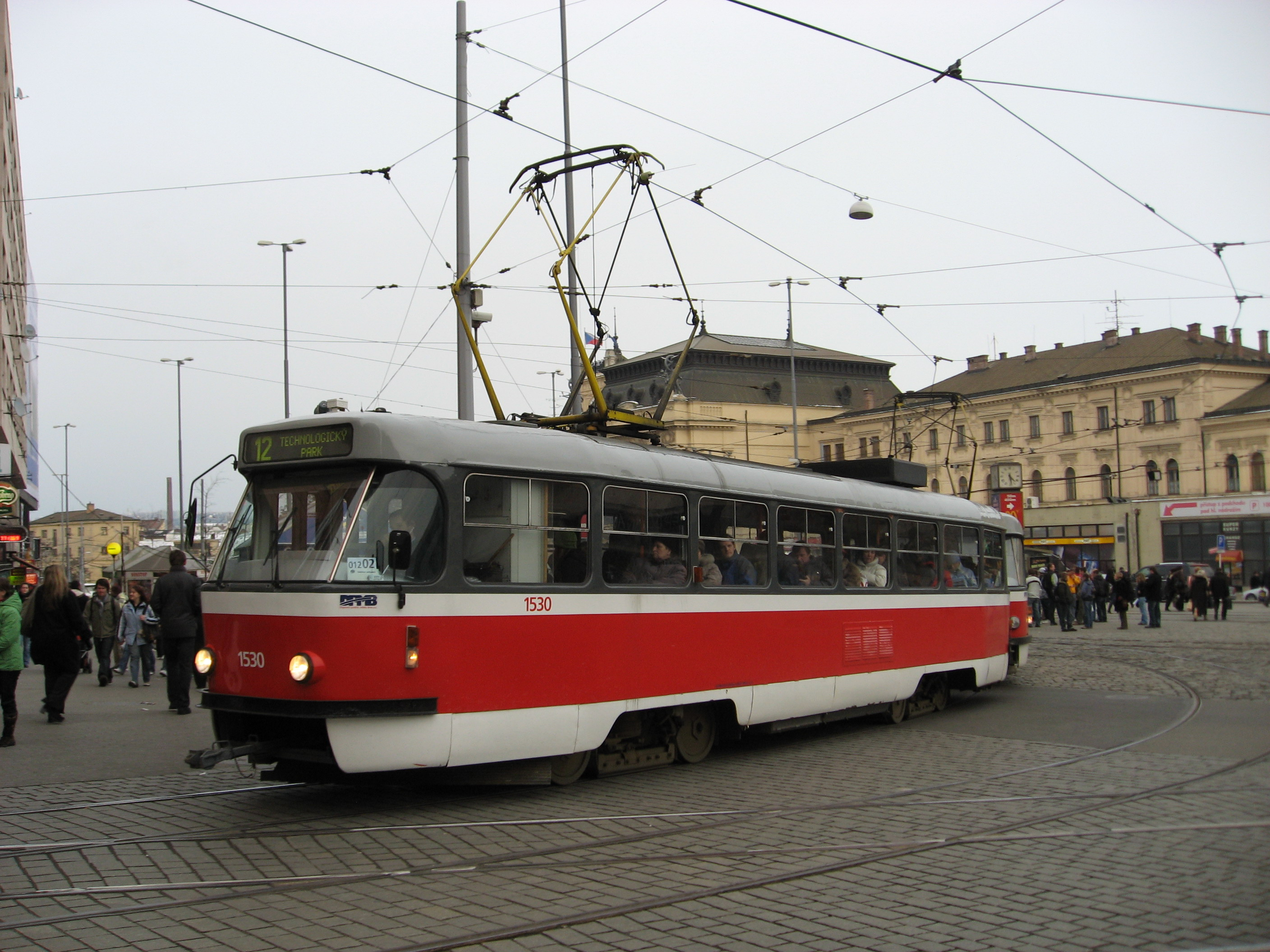
Tatra T3M villamos az állomás előtt.